# Staphylinoidea
Staphylinoidea je nadfamilija buba. To je veoma velika i raznolika grupa sa distribucijom širom sveta.

## Opis
Odrasli stafilinoidi su uglavnom male bube dužine ne više od nekoliko milimetara, iako Staphylinidae mogu dostići 50 mm, a Silphidae 45 mm. Superfamilija uključuje najmanje bube (i najmanje od svih neparazitskih insekata) u porodici Ptiliidae. Većina Ptiliidae ne prelazi 1 mm dužine kao odrasli, dok je najmanja vrsta duga samo 325 µm.

## Literatura
- Bouchard, Patrice; Bousquet, Yves; Davies, Anthony E.; Alonso-Zarazaga, Miguel A.;  . (2011). „Family-group names in Coleoptera (Insecta)”. ZooKeys (88): 1—972. ISSN 1313-2989. PMC 3088472 . PMID 21594053. doi:10.3897/zookeys.88.807 .
- „Superfamily Staphylinoidea - Rove, Carrion and Fungus Beetles”. BugGuide.net. Приступљено 2019-06-16.